# 야스 (일러스트레이터)
야스(ヤス)는 일본의 일러스트레이터이다. 대표작은 토라도라!와 오토마호 및 조시라쿠이다. 타케미야 유유코와는 우리들의 타무라군을 작업할 때부터 알던 사이였다. 토라도라의 일러스트를 작업할 당시, 그는 아미의 일러스트를 모델 일러스트를 보고 참고했다.

## 작품 일람
- 토라도라!
  - 토라도라! 포터블
- 오토마호
- 조시라쿠
- 우리들의 타무라군
- 미야 고양이 네코 런! - 페코가 작업을 중단한 10권 이후부터.

## 같이 보기
- 타케미야 유유코
- 쿠메타 코지